# 女検察官アナベス・チェイス
『女検察官アナベス・チェイス』（おんなけんさつかんアナベス・チェイス、原題：Close to Home）は、2005年から2007年までアメリカ合衆国のCBSで放送されたテレビドラマ。ジェリー・ブラッカイマー制作総指揮の法廷サスペンス作品。全2シーズン、44話。日本では、スーパー!ドラマTVにて字幕版のみで放送されている。2010年8月11日よりシーズン1、2011年2月9日よりシーズン2の放送が開始された。

## あらすじ
アメリカ合衆国インディアナ州のマリコン郡で検察官として働くアナベス・チェイスは、娘を出産した後、職場に復帰すると、本来自分が就くはずだったポストに同僚が昇進した事実を知りショックを受ける。
そんな中、次々と起こる難事件に立ち向かいながら、子育てにも励む、検察官と母親の両立生活が始まった。

## 主要登場人物
アナベス・チェイス (Annabeth Chase)
演 - ジェニファー・フィニガン
検事補。正義感が強く、猪突猛進になりやすい傾向があり、正義を貫くためにルールを破りそうになることも少なくない。
家族を大切にしており、キャリアよりも子供を優先させ、娘のヘイリーを出産する。以降、仕事と育児に苦悩しながら奮闘する生活を送っている。
シーズン2では、夫に先立たれたことによりシングルマザーとなる。
モリーン・スコフィールド (Maureen Scofield)
演 - キンバリー・エリス
検事補で、アナベスの上司。アナベスと同様に正義感が強いが、それ故に周囲と対立してしまうことも少なくない。
何よりもキャリアを重視しており、アナベスの産休中に昇進する。一方で、仕事と育児を両立するアナベスを敬う様な素振りも見せる。
ストレスから万引きを起こす妹がいる。
ジャック・チェイス (Jack Chase)
演 - クリスチャン・ケイン
アナベスの夫。建築関係の仕事をしている。
家庭を第一に考えており、子育てにも積極的に参加している。アナベスとヘイリーを大切に想っており、アナベスの良き理解者。
シーズン1の最終話にて、事故死する。
スティーヴ・シャープ (Steve Sharpe)
演 - ジョン・キャロル・リンチ
検事補達を指揮するアナベスとモリーンの上司。
訴追に直接関わることはないが、捜査に関して指揮している。中間管理職であるためか、かなり保身的であり、常に上司の目や部下の失敗を気にしている。その一方で、アナベスやモリーンが仕事を成功させた時には、素直に褒めており、部下を信用していない訳ではない。二児の父親。
ジェームズ“ジミー”・コンロン (James"Jimy"Conlon)
演 - デヴィッド・ジェームズ・エリオット
シーズン2から登場。ニューヨークから来た次席検事で、アナベスとモリーンの新たな上司。
仕事に厳しく、自信家で野心家。バツイチで、娘がいる。お金に興味がないらしく、給与小切手を放置する癖がある。
エド・ウィリアムズ (Ed Williams)
演 - クレス・ウィリアムズ
シーズン2から登場。地元警察の刑事。
かなり堅物な性格をしている。
レイ・ブラックウェル (Ray Blackwell)
演 - ジョン・セダ
シーズン2から登場。捜査官。
コンロンの右腕的存在で、コンロンと共にニューヨークからやって来た。

## エピソード
シーズン1
- アメリカ初放送：2005年10月4日 - 2006年5月19日
- 日本初放送：2010年8月11日 - 2011年1月5日

1. 復帰 Pilot
2. 救命 Miranda
3. 住宅地の娼婦 Suburban Prostitution
4. 貞潔な妻 Divine Directions
5. 兄と妹 Romeo and Juliet Murders
6. 裁かれる両親 Parents on Trial
7. 二重生活 Double Life Wife
8. 脅迫 Under Tnreat
9. ドラッグ殺人 Meth Murders
10. 血塗られたバット Baseball Murder
11. ジキルとハイド The Good Doctor
12. 守秘義務 Privilege
13. 性犯罪と再犯 The Rapist Next Door
14. 自供の真偽 Dead or Alive
15. 合理的な疑い Reasonable Doubts
16. 脱出計画 Escape
17. 不動産業界の大物 Land of Opportunity
18. 凍りついた友情 Still a Small Town
19. 純潔の誓い Sex, Toys and Videotape
20. 父と子 The Shot
21. ダビデ対ゴリアテ David and Goliath
22. 少女たちの真実 Hot Grrrl

シーズン2
- アメリカ初放送：2006年9月22日 - 2007年5月11日
- 日本初放送：2011年2月9日 -

1. (23) 再出発 Community
2. (24) 自己弁護 A House Divided
3. (25) 夢魔の正体 Truly, Madly, Deeply
4. (26) “教授” Deacon
5. (27) 遺産 Legacy
6. (28) ホームカミング Homecoming
7. (29) ＰＴＡ殺人 Silent Auction
8. (30) 設立資金の行方 There's Something About Martha
9. (31) 重なる想い Shoot to kill
10. (32) 正義と償い A Father's Story
11. (33) 責任能力 Prodigal Son
12. (34) 正当防衛 Road Rage
13. (35) 医療過誤 Getting In
14. (36) ファミリー・ビジネス Hoosier Hold Em
15. (37) 代理母殺人 Barren
16. (38) ネット恋愛 Internet Bride
17. (39) 死刑求刑 Protègè
18. (40) 償い Making Amends
19. (41) 母親の直感 Maternal Instinct
20. (42) 大いなる戦い・前編 Drink the Cup
21. (43) 大いなる戦い・中編 Fall from Grace
22. (44) 大いなる戦い・後編 Eminent Domain